# Thaden T-1 Argonaut
Il Thaden T-1 Argonaut era un aereo da trasporto passeggeri monoplano, sviluppato dall'azienda aeronautica statunitense Thaden Metal Aircraft Company di San Francisco, California, nella seconda metà degli anni venti del XX secolo e rimasto allo stadio di prototipo.

## Storia del progetto

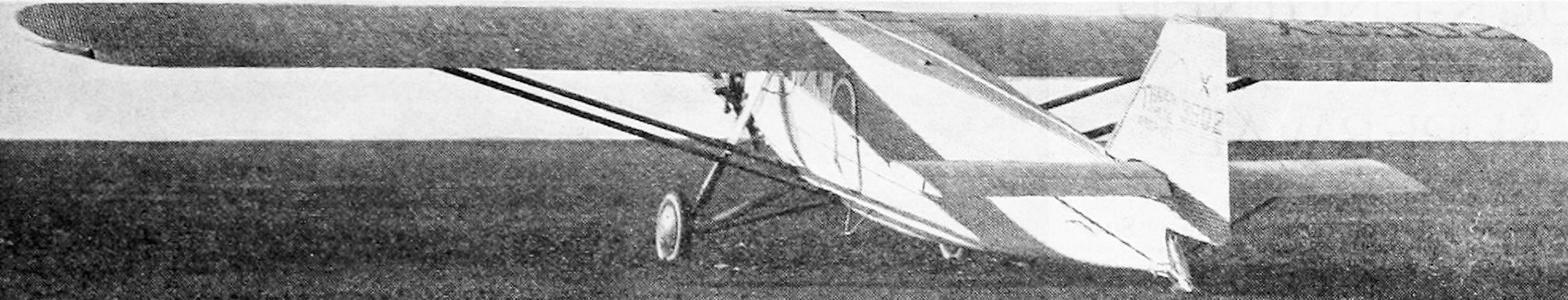
Il Thaden T-1 Argonaut fotografato a terra.

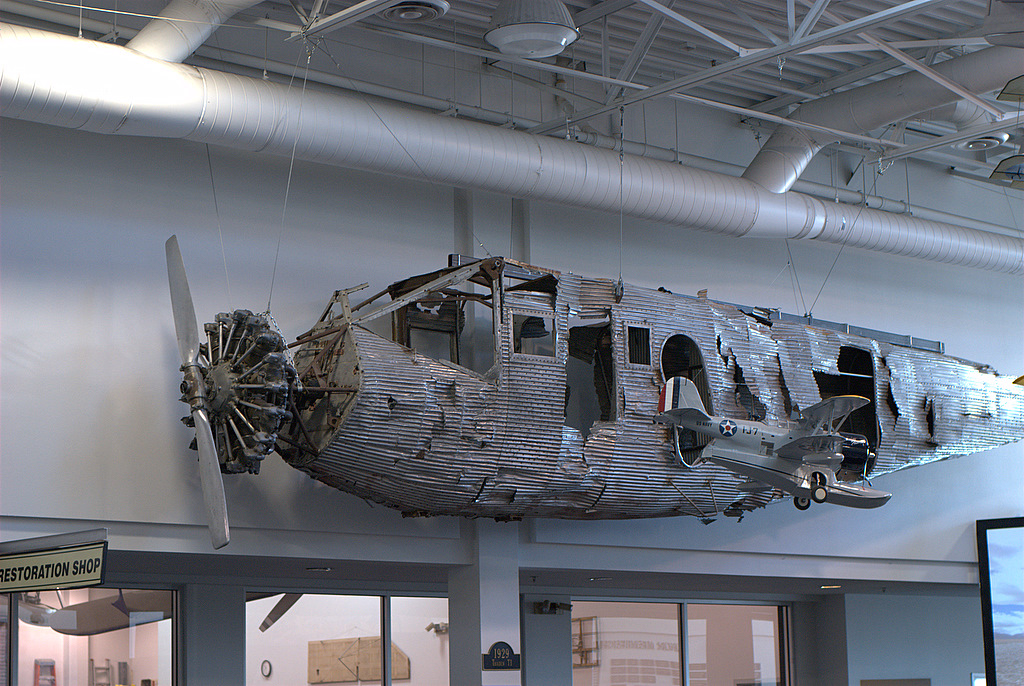
Il relitto del Thaden T-1 esposto allo Hiller Aicraft Museum di San Carlos, California.

L'ingegnere Herbert von Thaden, fondatore della Thaden Metal Aircraft Company a San Francisco, California, sviluppò il suo primo aereo nella seconda metà degli anni venti del XX secolo. Si trattava un aereo da trasporto passeggeri monoplano, di costruzione interamente metallica. L'ala, posta in posizione alta, era realizzata interamente in duralluminio, e ricoperta da pannelli rivettati, anch'essi in duralluminio, e collegata alla fusoliera tramite due puntoni per lato. La fusoliera era realizzata in tubi di duralluminio, e ricoperta di pannelli rivettati.
I piloti si trovavano in posizione avanzata, divisi dalla cabina passeggeri da un apposito pannello. Tale cabina, insonorizzata, poteva ospitare da 6 a 8 otto persone, e la porta di carico si trovava sul lato sinistro, subito dietro all'ala. La propulsione era assicurata da un singolo motore radiale Pratt & Whitney R-1340-8 Wasp a 9 cilindri, raffreddato ad aria erogante la potenza di 425 CV (317 kW), ed azionante un'elica bipala Standard Steel. La capacità carburante dei serbatoi alari era pari a 120 galloni. Il carrello di atterraggio era triciclo, posteriore, fisso con di pattino di coda, dotato di ammortizzatori oleopneumatici sulle gambe principali. La velocità di atterraggio era di 83 km/h (52 mph).
Il T-1 rimase in servizio fino al marzo 1933, quando venne distrutto in un incidente mentre sorvolava l'Alaska. Nel 1986, la fusoliera semidistrutta dell'aereo fu recuperata trasferita al Hiller Aviation Museum di San Carlos, California, dove si trova tuttora esposta.